# Aldrichetta forsteri
Aldrichetta forsteri е вид лъчеперка от семейство Mugilidae. Видът не е застрашен от изчезване.

## Разпространение и местообитание
Разпространен е в Австралия (Виктория, Западна Австралия, Нов Южен Уелс, Тасмания и Южна Австралия) и Нова Зеландия (Северен остров, Чатъм и Южен остров).
Обитава сладководни и полусолени басейни, пясъчни дъна, морета, заливи, крайбрежия и реки. Среща се на дълбочина от 0,5 до 45,5 m, при температура на водата от 12 до 18,2 °C и соленост 34,7 – 35,5 ‰.

## Описание
На дължина достигат до 50 cm, а теглото им е максимум 950 g.
Продължителността им на живот е не повече от 7 години.